# Východotimorská kuchyně

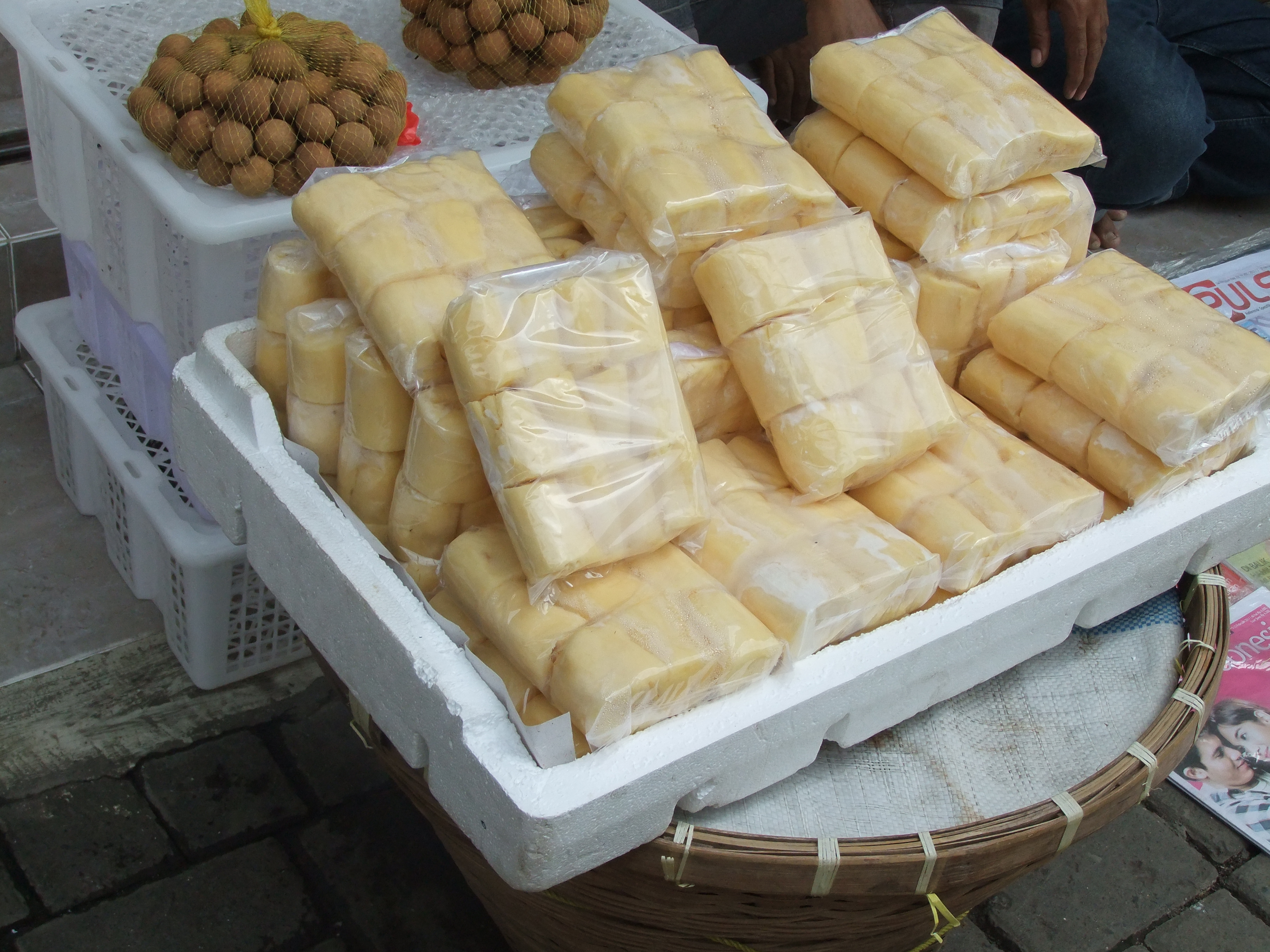
Tapai

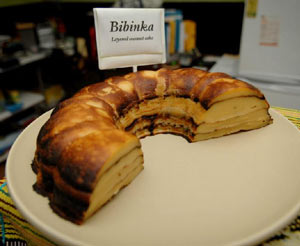
Bibinka

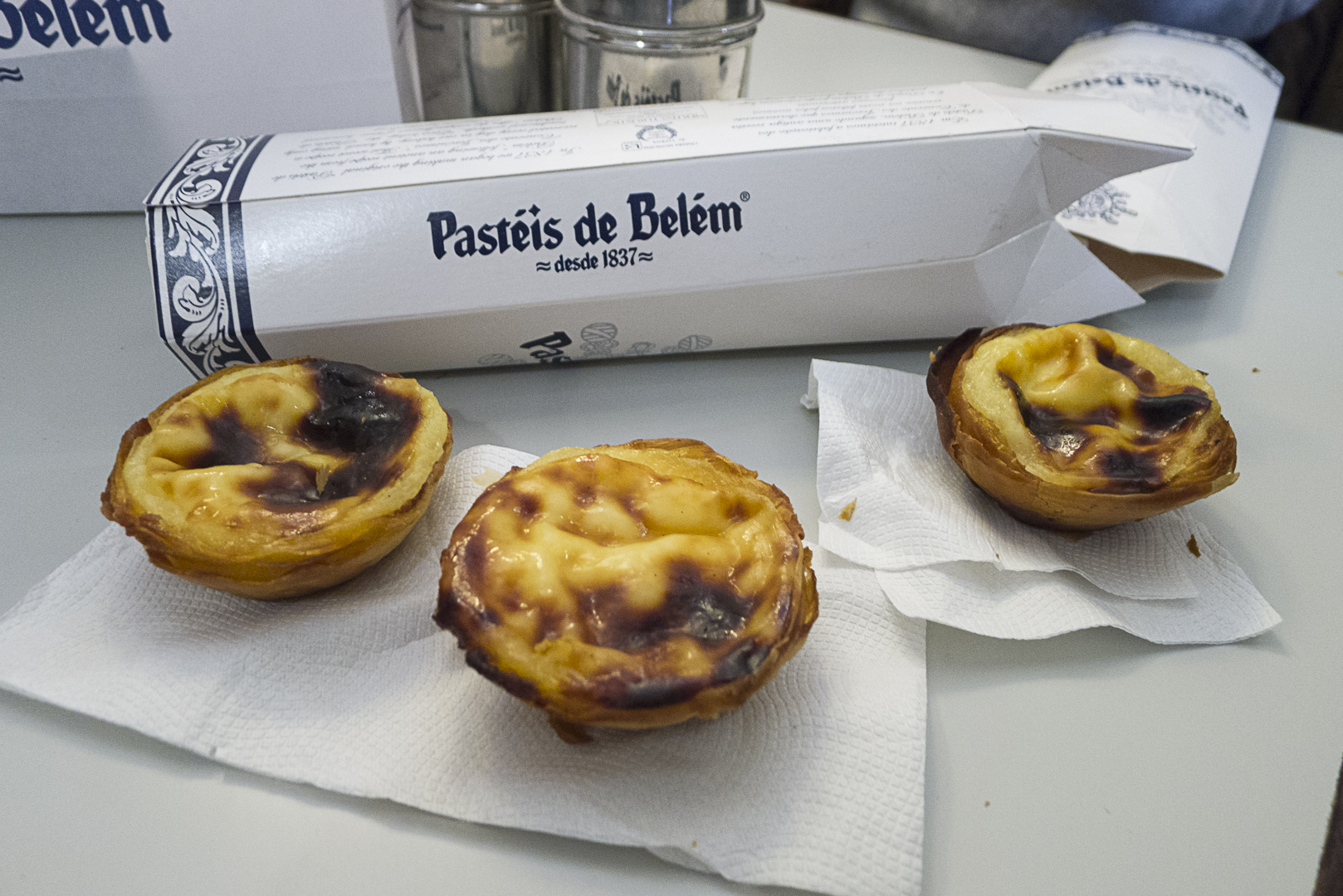
Pastel de nata

Základní surovinou východotimorské kuchyně je rýže, dále se používá například kukuřice, luštěniny, tropické ovoce nebo různé druhy koření. Východotimorská kuchyně vychází z vlivů z kuchyně států jihovýchodní Asie a také z portugalské kuchyně (a částečně také z kuchyní dalších kolonií portugalské koloniální říše).

## Příklady východotimorských pokrmů
Příklady východotimorských pokrmů:
- Akar, nepříliš výrazné a nepříliš výživné placky z drcené palmové kůry, které se připravují v obdobích hladu
- Caril, východotimorská verze kari s kuřecím masem, jehož základem je také kokosové mléko a trocha chilli
- Tapai, fermentovaná rýže, lehce sladkokyselá a s malým obsahem alkoholu
- Bibinka, dezert z rýžové mouky a kokosu
- Pastel de nata, portugalské koláčky plněné žloutkovým krémem
- Feijoada, směs fazolí, masa a kousků klobásy
- Batar daan, směs kukuřice, mungo fazolí a dýně

## Příklady východotimorských nápojů
Příklady východotimorských nápojů:
- Káva, jedním z nejdůležitějších vývozních artiklů Východního Timoru
- Pivo[4]